# Grądy (Dźwierzuty)
Grądy (deutsch Gronden) ist ein kleiner Ort in der polnischen Woiwodschaft Ermland-Masuren und gehört zur Gmina Dźwierzuty (Mensguth) im Powiat Szczycieński (Kreis Ortelsburg).

## Geographische Lage
Grądy liegt in der südlichen Mitte der Woiwodschaft Ermland-Masuren, 20 Kilometer nördlich der Kreisstadt Szczytno (deutsch Ortelsburg).

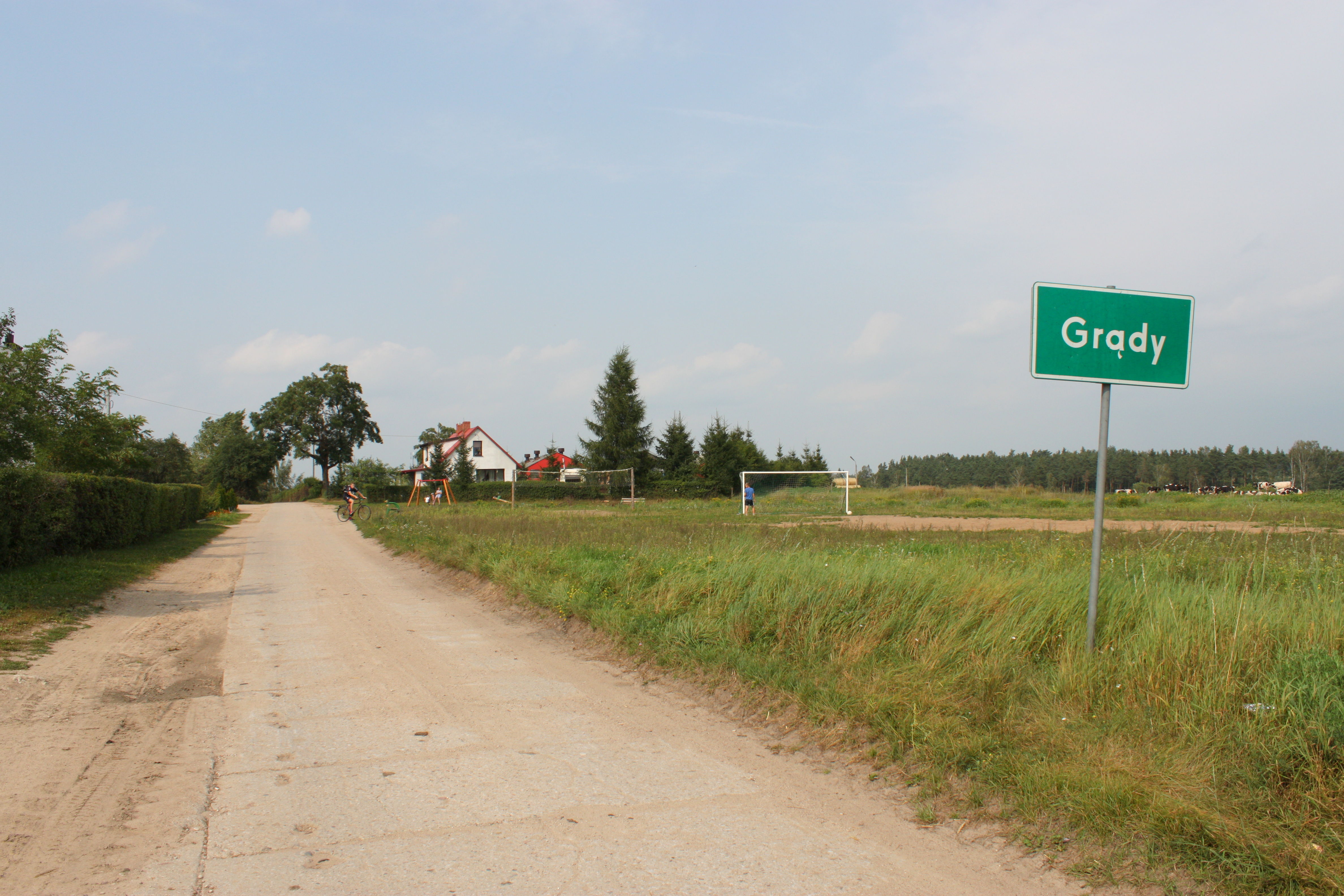
Ortseinfahrt Grądy

## Geschichte
Der kleine Gutsort Gronden wurde 1874 in den neu errichteten Amtsbezirk Przytullen (polnisch Przytuły) eingegliedert, der – 1938 in „Amtsbezirk Steinhöhe“ umbenannt – bis 1945 bestand und zum ostpreußischen Kreis Ortelsburg gehörte. Im Jahre 1910 zählte Gronden 48 Einwohner.
Aufgrund der Bestimmungen des Versailler Vertrags stimmte die Bevölkerung im Abstimmungsgebiet Allenstein, zu dem Gronden gehörte, am 11. Juli 1920 über die weitere staatliche Zugehörigkeit zu Ostpreußen (und damit zu Deutschland) oder den Anschluss an Polen ab. In Gronden stimmten 47 Einwohner für den Verbleib bei Ostpreußen, auf Polen entfielen keine Stimmen.
Am 30. September 1928 gab der Gutsbezirk Gronden seine Eigenständigkeit auf und schloss sich mit den Nachbargutsbezirken Przytullen und Rogallen  zur Landgemeinde Rogallen (1938 bis 1945 Rogenau, polnisch Rogale) zusammen.
1945 kam Gronden in Kriegsfolge mit dem gesamten südlichen Ostpreußen zu Polen und erhielt die polnische Namensform „Grądy“. Heute ist es ein Weiler (polnisch Osada) mit Sitz eines Schulzenamtes (polnisch Sołectwo) innerhalb der Landgemeinde Dźwierzuty (Mensguth) im Powiat Szczycieński (Kreis Ortelsburg), bis 1998 der Woiwodschaft Olsztyn, seither der Woiwodschaft Ermland-Masuren zugeordnet.

## Kirche

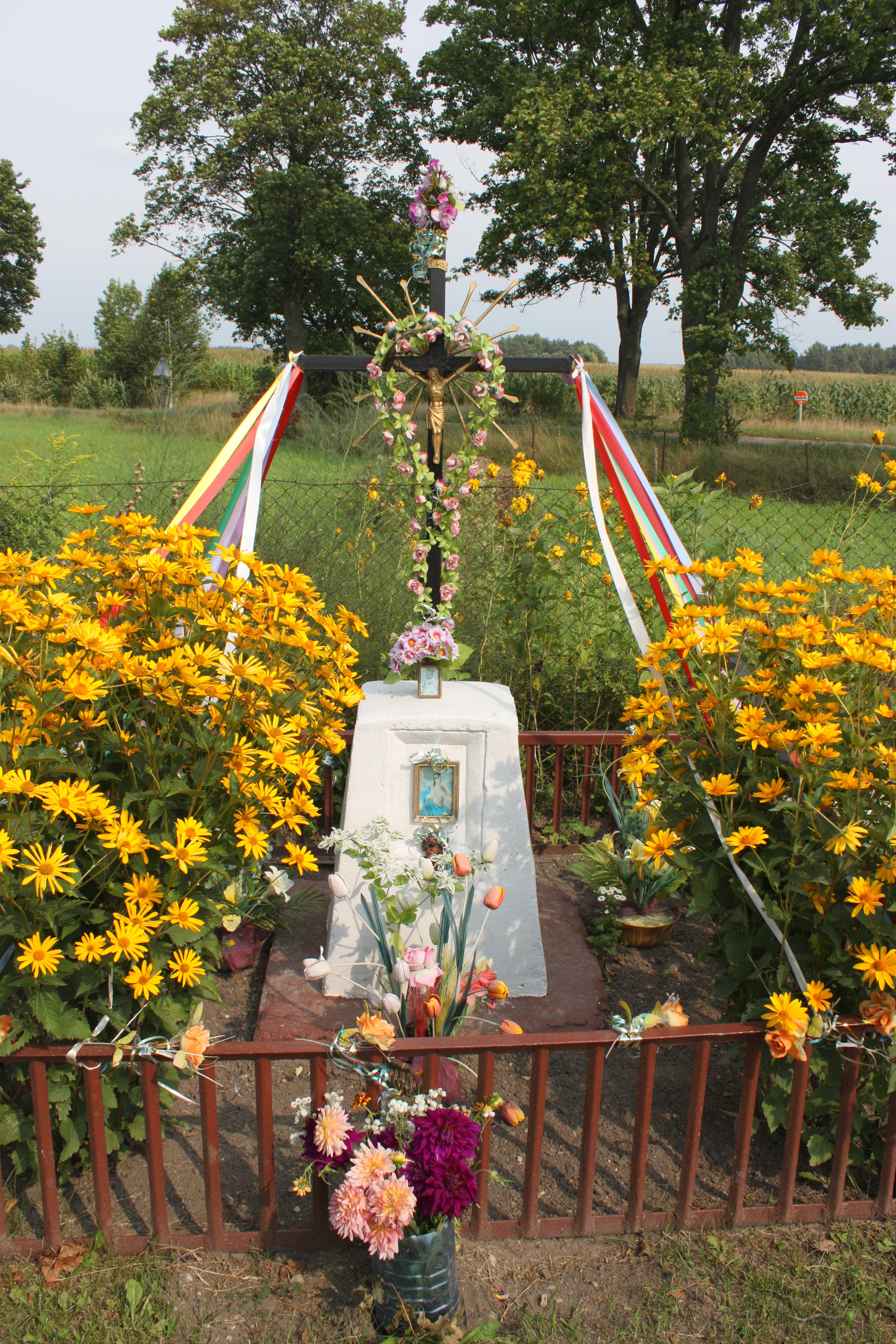
Wegkreuz

Bis 1945 war Gronden in die evangelische Kirche Rheinswein in der Kirchenprovinz Ostpreußen der Kirche der Altpreußischen Union sowie in die katholische Kirche Mensguth im damaligen Bistum Ermland eingepfarrt.
Heute gehört Grądy katholischerseits zur Kirche in Rybno (Ribben) im jetzigen Erzbistum Ermland, außerdem zur evangelischen Kirche Rańsk, eine Filialkirche der Pfarrei Szczytno (Ortelsburg) in der Diözese Masuren der Evangelisch-Augsburgischen Kirche in Polen.

## Verkehr
Grądy liegt westlich der Woiwodschaftsstraße 600 und ist über einen Abzweig bei Śledzie (Heering) auf direktem Wege zu erreichen. Eine Anbindung an den Bahnverkehr besteht nicht.